# Furoshiki
風呂敷 (Furoshiki) são panos de embrulho japoneses tradicionalmente usados para embrulhar e/ou transportar mercadorias. A consideração é colocada na estética do furoshiki, que pode apresentar bordas com bainhas, materiais mais grossos e mais caros e desenhos pintados à mão; no entanto, furoshiki são muito menos formais do que fukusa , e geralmente não são usados para apresentar presentes formais.

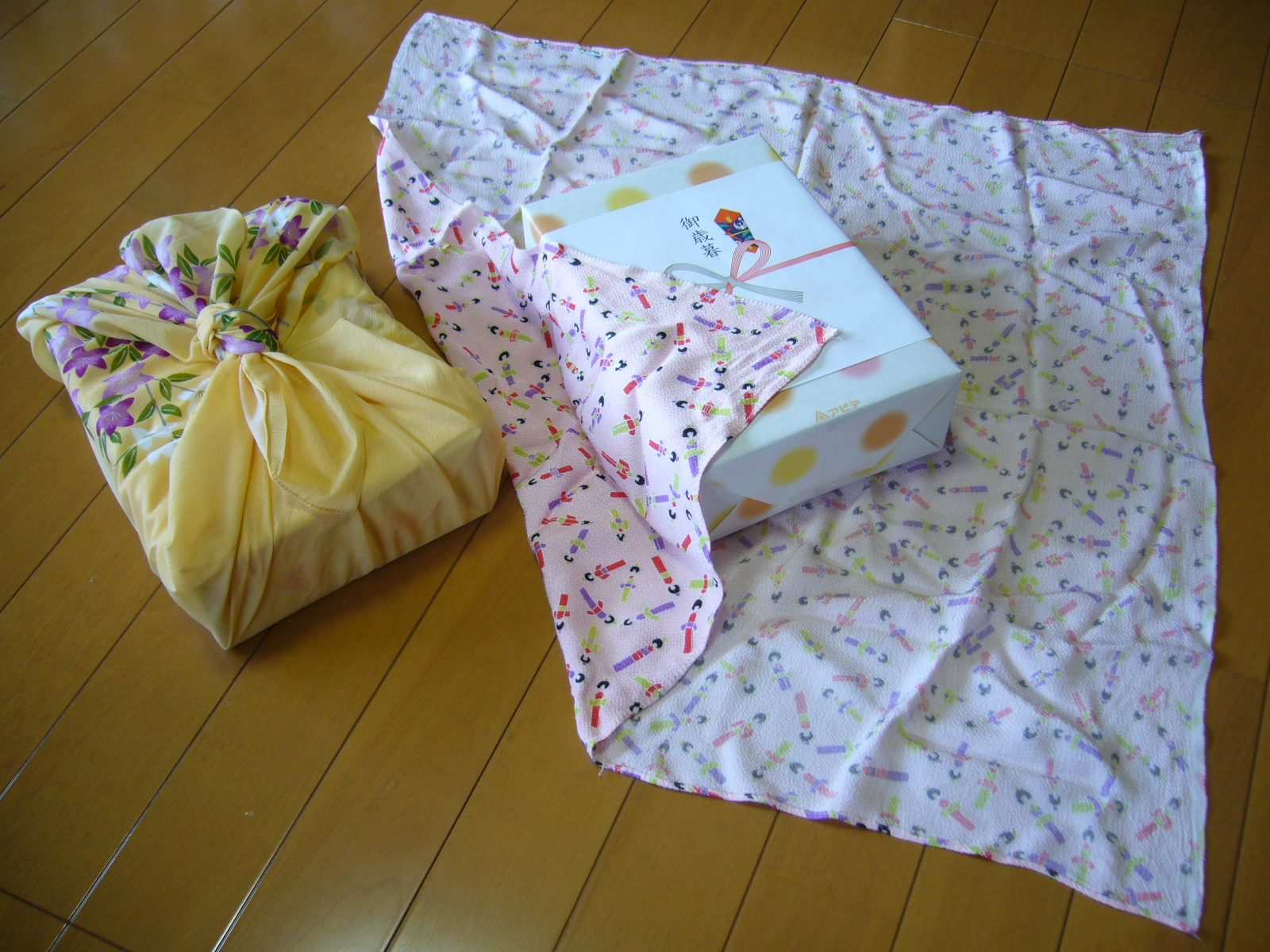
Os furoshiki modernos são populares como uma alternativa ecológica ao papel de embrulho

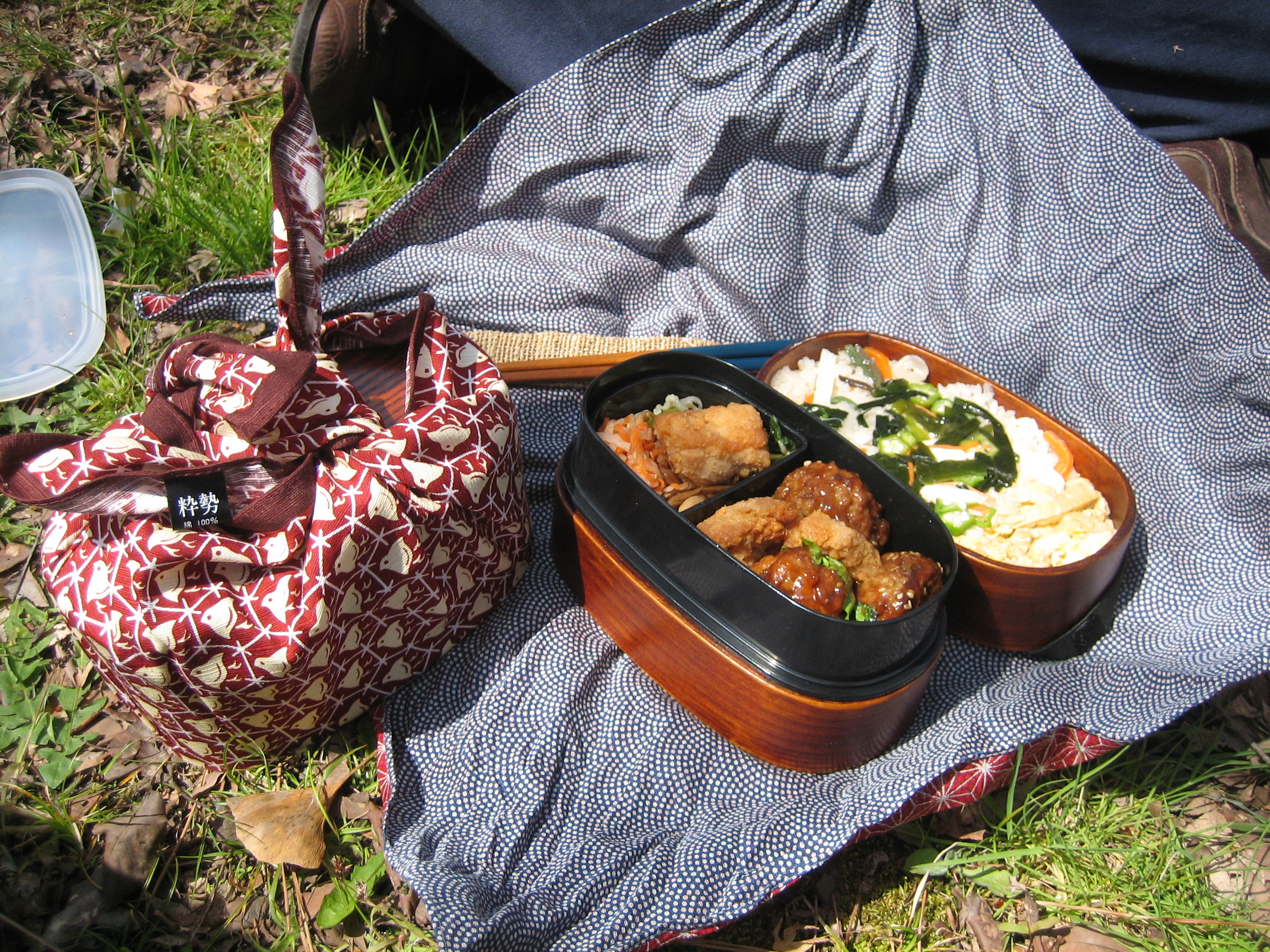
Duas caixas de bentō caseiro com embrulhos de furoshiki.

Enquanto eles vêm em uma variedade de tamanhos, eles geralmente são quadrados. Os materiais tradicionais incluem seda ou algodão, mas os furoshiki modernos estão disponíveis em materiais sintéticos como rayon, nylon ou poliéster.

## História
Os primeiros panos furoshiki foram tsutsumi ("embrulho"), usados durante o período Nara como proteção para objetos preciosos do templo. No período Heian, panos chamados hiratsusumi (平裏/平包), que significa "envoltório plano", eram usados para embrulhar roupas. Esses panos ficaram conhecidos como furoshiki durante o período Muromachi; o termo furoshiki (literalmente "espalhamento de banho", de furo (風呂, "banho") e shiki (敷, "espalhar")) é dito ter surgido depois que visitantes de alto escalão das casas de banho embalaram seus pertences em panos decorados com o brasão de sua família.
Tornaram-se populares no período Edo com maior acesso a balneários pelo público em geral; além disso, os panos com brasões familiares cresceram em demanda à medida que as pessoas comuns conquistaram o direito de ter brasões familiares durante o período Meiji.
O furoshiki moderno pode ser feito de tecidos de várias espessuras e preços, incluindo seda, chirimen, algodão, rayon e nylon. O pano é tipicamente quadrado e, embora os tamanhos variem, os mais comuns são 45 por 45 centímetros (18 pol × 18 pol) e 70 por 70 centímetros (28 pol x 28 pol).
O uso de furoshiki diminuiu no período pós-guerra , em grande parte devido à proliferação de papel e sacolas plásticas disponíveis para os compradores. Nos últimos anos, no entanto, tem visto um interesse renovado à medida que a proteção ambiental se tornou uma preocupação maior. Em 2006, a Ministra do Meio Ambiente do Japão , Yuriko Koike , apresentou um pano furoshiki especialmente projetado para promover a conscientização ambiental. Em 2020, o The Observer relatou um interesse crescente em furoshiki no Reino Unido, em parte como resposta à sua percepção de maior sustentabilidade ambiental em comparação com o papel de embrulho tradicional de uso único.